# Sono Luminus
Sono Luminus es una canción del dúo del género electrónico Erasure publicada en su álbum Erasure en 1995.

## Descripción
Sono Luminus cuenta con la particularidad, pese a que no fue editada como sencillo, de haber contado con un video de difusión de una versión acústica en vivo, la cual fue incluida en el sencillo Rock Me Gently, y es un poco más corta (dura 4:57 minutos) que la versión del álbum.

La canción fue compuesta por Vince Clarke y Andy Bell.

## Detalles
La frase "Sono Luminus" proviene del latín y su significado sería el de un "canto iluminado" o "canto brillante".

## Datos adicionales
En el álbum Buried Treasure publicado en 1997 se encuentra el demo de Sono Luminus.